# Montealtosuchus arrudacamposi
Montealtosuchus arrudacamposi es una especie extinta de arcosaurio cocodriloformo peirosáurido identificada en 2007, pariente lejano de los cocodrilos actuales. Sus restos se han encontrado en Brasil, y son del Cretácico, hace 90 millones de años. Era un pequeño depredador que medía entre 1.5 a 1.7 metros y pesaba cerca de 40 kilogramos, siendo encontrado en la región de Palo Alto, en el estado de São Paulo.
Algunos científicos como Michael J. Ryan proponen que constituye un eslabón perdido, por acercarse a los cocodrilos actuales sin perder rasgos rudimentarios de sus predecesores.